# Змієнко-Сенишин Галина Всеволодівна
Гали́на Все́володівна Зміє́нко-Сени́шин (нар. 21 грудня 1918 — пом. 13 липня 2003) — українська журналістка, публіцистка, мемуаристка, громадська діячка.

## Життєпис
Народилася 21 грудня 1918 року у Одесі Одеського повіту Херсонської губернії Української Народної Республіки (тепер — центр Одеської області України). Мала двох старших братів — Всеволода та Олега. Батько — український військовик, генерал-хорунжий Армії Української Народної Республіки Всеволод Юхимович Змієнко. Мати — Піама Дмитрівна Змієнко (до шлюбу Скляревська). 
Із грудня 1920 року разом з іншими вояками Армії УНР батько перебував у польських таборах інтернованих. Спочатку — в Александруві, потім — у Щипйорно. Сім'я залишилася в Одесі і не знала, де його шукати. Згодом він отримав листа від одного з побратимів із Одеси. Товариш писав, що від тифу померли мати Змієнка, дружина і майже всі родичі. Діти залишилися живі — їх взяла до себе на виховання рідна сестра Піами, Марія, дружина генерала Олександра Рябініна-Скляревського.
У 1922 році родичі і знайомі знайшли можливість переправити 4-річну Галину, разом із 10-річним Всеволодом, до Польщі (семирічного Олега не змогли вивезти, бо не знайшли його метричне свідоцтво, без якого перевезти дитину через кордон було неможливо), до подруги їх матері Прощецької. Згодом, через те, що батько весь час займався військово-організаційною та громадською роботою, дітей доглядала Клавдія Олексіївна Безручко — дружина близького батькового друга та командира, генерала Марка Безручка.
Початкову освіту Галина здобула у Рідній школі імені Маркіяна Шашкевича в Перемишлі. У 1939 році — закінчила гімназію при Українському інституті для дівчат у Перемишлі. Брала активну участь в діяльності «Пласту» (щоб стати пластункою, їй довелось навчатись лише на «відмінно», бо інакше її б не взяли до організації).
У 1940-ві роки — вивчала політологію в Академії політичних наук у Варшаві. Згодом — разом із чоловіком Євгеном Сенишиним (одружилася у 1942 році) переїхала до Кракова, а потім — до Відня. У Відні та Берліні Галина вивчала дантистику. 
Згодом Сенишини поїхали до Зальцбурга, а потім, через Лінц, до італійського порту Генуя, а вже звідти, у 1948 році, кораблем, переїхали до Канади, де перші два роки жили у Вінніпезі, а потім – переїхали до Монреаля. У Монреалі жили в районі Розмонт, де купили невелику крамницю.
У роки Незалежності Галина Змієнко-Сенишин тричі приїздила до Одеси, де відвідала подвір'я, на якому колись гралась дитиною. Також намагалася розшукати родичів, зокрема, брата Олега. 
Померла 13 липня 2003 року у Монреалі. Прощання і відспівування пройшло у Соборі святої Софії в Монреалі. Похована на цвинтарі Мон-Руаяль поруч з чоловіком.

## Творчість і громадська діяльність
Брала активну участь у таємній діяльності «Пласту» на теренах Польщі. 
Очолювала жіночу секцію української громадської організації «Запоріжжя», Союз українок Канади.
Із 1966 по 1970 рік — очолювала відділ «Доньки України» в Монреалі Союзу українок Канади.
Із 1984 по 1992 рік — очолювала прихильників Державного центру УНР у Монреалі. 
Із 1990 по 1997 рік — керівниця Української суботньої школи імені митрополита Іларіона у Монреалі.
У 1992 році, як секретарка Президії Української Національної Ради, брала участь у передачі повноважень та клейнодів Державного центру УНР в екзилі Президентові України Леонідові Кравчуку. 
В україномовних та англомовних виданнях публікувала публіцистичні та історичні праці, частина з яких у 2001 році видана і в Україні окремою книжкою, що містить також особисті спогади про життя авторки та її близьких (Змієнко-Сенишин Г.В. Пересаджені квіти України / упоряд. та авт. передм. М. Тимошик. — Київ-Монреаль: Наша культура і наука, 2001. — 196 с. — (Всесвітній форум українців). — ISBN 966-95575-9-3).
Авторка аналітичних статей «Духовна спадщина Симона Петлюри і Євгена Коновальця» та «Український пласт», есе з українського народознавства «Українське Різдво в Канаді» та «До свого кореня».
Друкувала статті, репортажі, есе у канадських часописах «Український голос», «Новий шлях», «Промінь», «Мета», «ОКО».
У 1983 році упорядкувала збірку «Бібліографія голоду в Україні 1932–1933 років» (Оттава-Монреаль), яку у 1990 році перевидала в Києві.
У 1990 році — видала у Монреалі документальну книгу «Літопис українців Квебеку» з нагоди 100-річчя поселення українців Канади. А у 2001 році, у Києві, — книгу спогадів, статей та есеїв «Пересаджені квіти України».
Одеській державній науковій бібліотеці пожертвувала свою бібліотеку, яку збирала все життя (у тому числі — рідкісні українознавчі видання), а Музею Збройних Сил України — картину ветерана Армії УНР, художника Леоніда Перфецького (*1901 — †1977) «Переїзд 6-ї Січової Стрілецької дивізії через Станіславів», де зображені генерали Марко Безручко та Всеволод Змієнко на чолі свого з'єднання.

## Особисте життя

### Сім'я

#### Рід матері
Дід по матері — генерал Дмитро Скляревський.
Бабуся по матері — Наталя Захарівна Скляревська. Після смерті чоловіка — жила в Іркутську. Зять, генерал Олександр Рябінін-Скляревський, пропонував Наталі Захарівні повернутися до Одеси, але вона отримувала у Іркутську добру пенсію за службу чоловіка і не захотіла переїжджати.
Мати — Піама Дмитрівна. Померла у 1921 році у Одесі від тифу.

#### Рід батька
Батько — український військовик, генерал-хорунжий Армії Української Народної Республіки Всеволод Юхимович Змієнко (*1886 — †1938) із козацького роду Змієнків. Визначний військовий діяч Армії УНР, один з організаторів військової спецслужби Державного Центру УНР в екзилі. Після встановлення радянської влади в Україні — емігрував до Польщі. В еміграції працював у Генеральному штабі Армії УНР, упродовж 1928—1936 років очолював підрозділи розвідки і контррозвідки, підготував основні концептуальні засади розвідки, вважаючи її «мозковою клітиною» штабу.

#### Брати
Галина мала двох старших братів — Всеволода та Олега. 
У 1921 році мати Галини, Піама Змієнко, померла від тифу. Дітей взяла до себе на виховання рідна сестра Піами, Марія, дружина генерала Олександра Рябініна-Скляревського. Рябініни-Скляревські жили в Одесі, у Цегельному провулку, у будинку № 4.
У 1922 році родичі і знайомі переправили 4-річну Галину разом із найстаршим братом, 10-річним Всеволодом, до Польщі. Семирічного Олега не змогли вивезти, бо не знайшли його метричне свідоцтво, без якого перевезти дитину через кордон було неможливо. У 1932 році генерал Олександр Рябінін-Скляревський отримав листа від Всеволода із Праги — він писав, що закінчив гімназію, а його сестра Галина також знаходиться в Празі. У листі хлопець також цікавився місцезнаходженням і долею свого брата Олега, який лишився у СРСР. Також відомо, що Всеволод навчався у Варшаві, а в роки Другої світової війни проживав у різних країнах Європи. У 1945 році, ймовірно, Всеволод загинув.
Доля Олега довго залишилася невідомою, навіть після тривалих пошуків СБУ на прохання Галини в 1992 році. Але пізніше, із розсекречених документів із галузевого державного архіву Служби зовнішньої розвідки України, стало відомо, що у 1924 році до Одеси із Москви приїздила ще одна сестра Піами Змієнко — Валентина Скляревська-Вальчукевич, яка забрала Олега з собою. Хлопець мав прізвище Скляревський — за дошлюбним прізвищем рідної матері. Про свого рідного батька, Всеволода Змієнка, нічого не знав. Йому навмисно нічого не розповідали, щоб уберегти від зайвих проблем. Згодом, через розлучення тітки та інші проблеми в сім'ї, Олег вів у Москві спосіб життя безпритульного. Його затримала міліція за дрібну крадіжку. Хлопця направили у заклад для безпритульних неповнолітніх дітей, а звідти — до Інституту трудового виховання. За клопотанням із дитбудинку отримав місце в гуртожитку. У листах в Одесу до Марії Дмитрівни Рябініної-Скляревської, яку називав мамою, писав, що працював креслярем на Автозаводі імені Сталіна, потім, за скороченням штату, Олега звільнили. Невдовзі він влаштувався креслярем на завод «Калібр».
НКВС планували використати Олега для вербування батька, Всеволода Змієнка. У травні 1935 року начальник Іноземного відділу Управління державної безпеки НКВС Української СРР Абрам Сапір писав:
|  | Вважаю за доцільне всебічно вивчити Олега Змієнка і за наявності у нього позитивних рис обговорити питання про його переселення в Україну, орієнтовно в Одесу, де він зможе мешкати у Рябініних. Перебування сина Змієнка в Україні дасть змогу нам за сприятливої ситуації здійснити деякі заходи і проти самого Змієнка. |

В іншому документі, адресованому керівництву Іноземного відділу Головного управління державної безпеки НКВС СРСР, Абрам Сапір писав:
|  | Нами намічені заходи із вербування Змієнка Всеволода або засилання нашого агента для встановлення зв'язку з ним і впровадження у розвідку УНР. Як у першому, так і в другому випадку комбінація розрахована на використання Скляревського Олега.... |

Згодом Олега заарештували — за нібито поширення на заводі антирадянської літератури. Для подальшого розслідування справи Олега направили до Одеси. Слідство тривало майже два роки. Одночасно заарештували і генерала Олександра Рябініна-Скляревського, якого намагалися використати у збиранні відомостей про генерала Змієнка і його сина. У 1938 році Олега Скляревського звільнили з-під варти «за відсутності доказів контрреволюційної і терористичної діяльності». Однак НКВС продовжував розробляти варіант можливого виведення Олега за кордон. При цьому йому розповіли, ким є його батько та спонукали через родичів отримати адресу рідного брата Всеволода. Як один із варіантів, розглядали нібито його втечу до Польщі до рідних сестри і брата для подальшого впровадження у коло знайомих і колег батька. Але 30 жовтня 1938 року генерал Всеволод Змієнко помер. 
Зрештою, у травні 1940 року подальше ведення справи Олега Скляревського НКВС припинив і залишив його у спокої «як непридатного до закордонної роботи». Олег звільнився з роботи і виїхав до Москви. Інформації про його подальшу долю в матеріалах архівної справи немає.

#### Чоловік і син
У 1937 році на студентському балу у Варшаві познайомилась з працівником Українського Наукового Інституту, уродженцем села Шили Збаразького повіту Тернопільщини, Євгеном Павловичем Сенишиним (*1906 — †1994), з яким у 1942 році одружилася.
У 1947 році, у Австрії, у місті Бранау народила сина Зенона.